# 馬修·施密特
馬修·施密特（英語：Matthew Schmidt，1971年4月30日—）是一位美國電影剪輯師，以參與多部漫威影業的電影而知名，如與傑佛瑞·福特一起的《美國隊長2：酷寒戰士》、《復仇者聯盟：無限之戰》和《復仇者聯盟：終局之戰》，與雷伊·佛森（Leigh Folsom）一起的《黑寡婦》，以及和彼得·S·艾略特（Peter S. Elliot）、蒂姆·羅奇（Tim Roche）及珍妮佛·韋奇亞雷羅（Jennifer Vecchiarello）的。
施密特從第一部《復仇者聯盟》開始作為助理編輯與福特合作，並從《美國隊長》開始作為助理編輯與福特合作，並從《美國隊長2：酷寒戰士》開始與福特分享編輯工作。他們對《復仇者聯盟：無限之戰》和《復仇者聯盟：終局之戰》進行背靠背的剪輯，這是一個為期兩年的項目，有時他們在剪輯部分影片的同時，一些場景還在拍攝。兩部電影之間拍攝了900多個小時的影片，使剪輯過程成為一項龐大的工程。這兩部電影都是全球最高票房電影之一。

## 外部連結
- 馬修·施密特在互联网电影资料库（IMDb）上的資料（英文）